# Pierre de Bruys
Pierre de Bruys (auch Petrus von Bruis, Pierre de Brois oder Peter de Bruys; bl. 1104 – 1125) war ein südfranzösischer Priester, der zum Begründer einer als häretisch bezeichneten Gruppierung, der Brusianer oder Petrobrusianer, wurde.

## Leben
Die wenigen Nachrichten über Pierre de Bruys stammen von Petrus Venerabilis, der in seinem Tractatus contra Petrobrusianos fünf seiner Lehren als „Irrtümer“ bezeichnete und verurteilte; sowie aus einer Bemerkung bei Abelard.
Aus den Quellen geht hervor, dass Pierre de Bruys aus der Provence gebürtig und ein ehemaliger römisch-katholischer Priester war, der um 1104 sein Priesteramt aufgab. Er predigte in der Dauphiné und der Provence, wo er Anhänger insbesondere in der Gegend um Toulouse fand, seine Lehren verbreiteten sich auch in der Gascogne.
Nach Petrus Venerabilis predigte Pierre de Bruys, Kirchen und Gotteshäuser seien unnötig und sollten niedergerissen werden, denn Gott höre das Gebet der Gläubigen, egal wo sie sich befinden, und würde die Bitten der Gerechten auch erhören. Kreuze müssten außerdem zerbrochen oder verbrannt werden, da ein Gegenstand, an dem der Herr für die Sünden der Menschen gelitten und qualvoll gestorben ist, nicht der Verehrung wert, sondern viel mehr ein Gegenstand der Abscheu sei. Außerdem lehnte er das Messopfer und die Kindertaufe ab, da er der Ansicht war, dass die Taufgnade erst durch das Verständnis des Täuflings erlangt werden könne. Daneben verurteilte er auch Gebete, gute Werke und Almosen zugunsten der Verstorbenen. Nach seiner Ansicht war nur das Leben einer Person ausschlaggebend für seinen göttlichen Richtspruch. Nach dem Tod aber könne den Toten nichts mehr helfen.
Sein Wirken soll nach Petrus Venerabilis etwa 20 Jahre angedauert haben, bis er in Saint-Gilles, wo er ein Kreuz in Brand gesetzt hatte, von einer aufgebrachten Menschenmenge in die Flammen gestoßen wurde. Sein genaues Todesjahr ist umstritten, manche Gelehrte gehen von 1124/1125 aus, andere nennen die Jahre 1132 oder 1137.

## Nachwirkung
Die Bewegung scheint nach Pierre de Bruys Tod noch einige Zeit fortbestanden zu haben. Heinrich von Lausanne, ein ehemaliger Cluniazenser, nahm die Ideen de Bruys auf und entwickelte sie weiter. Nach 1151 gibt es jedoch keine Nachrichten mehr über „Brusianer“ oder „Henricianer“ (Anhänger Heinrichs).
Im 19. Jahrhundert wurden Pierre de Bruys und Heinrich wiederholt als Vorläufer der Täuferbewegung oder der Reformation durch Martin Luther und Johannes Calvin betrachtet. Dies wird jedoch in neuerer Zeit abgelehnt, da de Bruys und Heinrich das Alte Testament und wohl auch die Briefe des Neuen Testaments verwarfen.